# Gunnar Martinsson
Gunnar Martinsson (* 1924 in Lund; † 2012 in Malmö) war ein schwedischer Gartenarchitekt und Hochschullehrer.

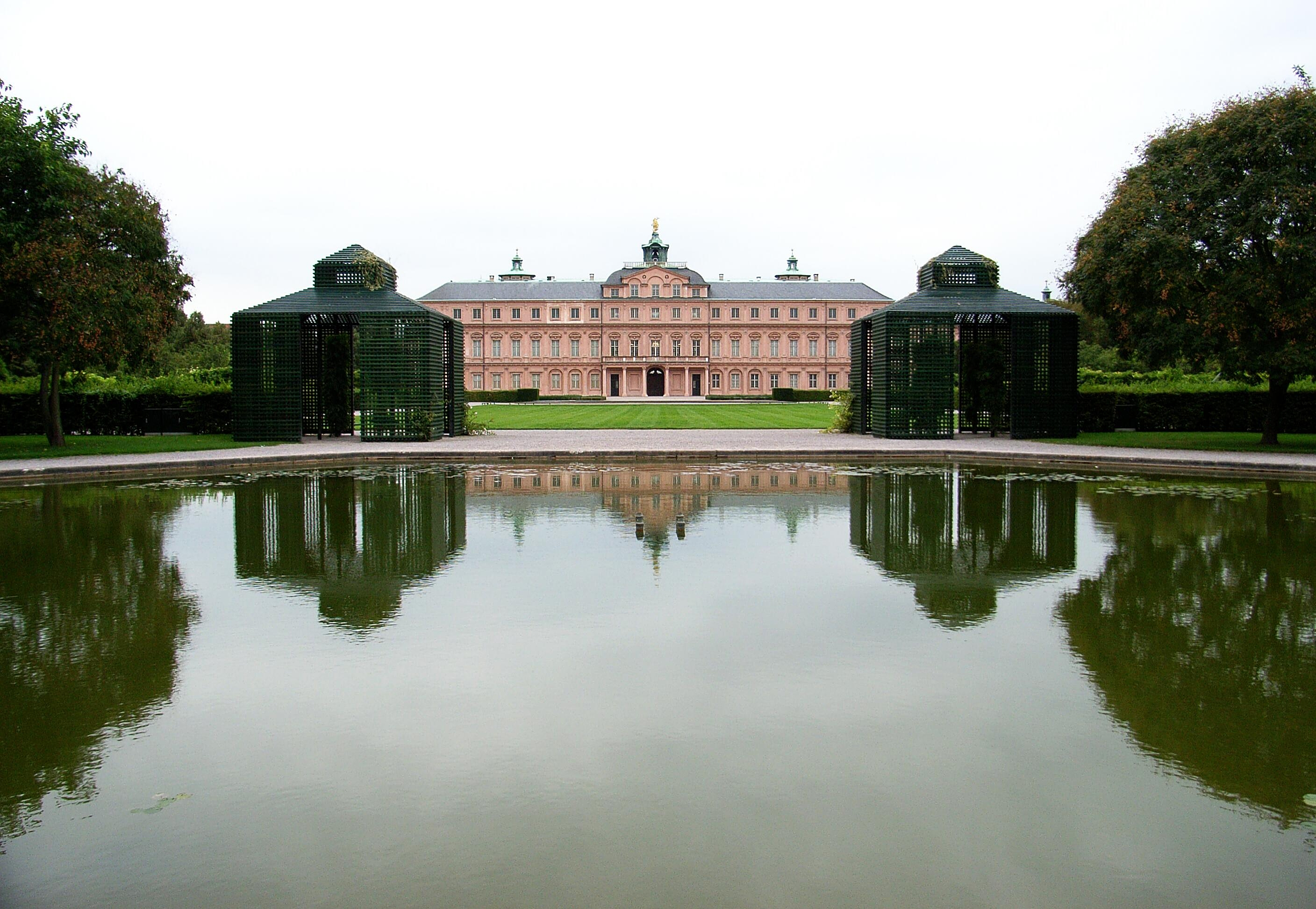
Schlossgarten Rastatt

## Werdegang
Gunnar Martinsson absolvierte eine Gärtnerlehre und eine Ausbildung an der Gartenbauschule in Stockholm und praktizierte bei Otto Valentien in Stuttgart, Robert Feller in Bern und Michele Busiri-Vici in Rom. Nach Mitarbeit bei Sven Hermelin in Stockholm studierte er von 1958 bis 1960 an der Kunstakademie Stockholm und eröffnete 1957 ein eigenes Planungsbüro in Stockholm.
Martinsson lehrte und leitete den neu gegründeten Lehrstuhl für Landschaft und Garten der Fakultät für Architektur der Universität Karlsruhe (1965–1992). Durch seine Lehrtätigkeit, ausgeführte Projekte und die Mitwirkung in zahlreichen Preisgerichtsgremien erlangte er in den 70er und 80er Jahren beachtlichen Einfluss und brachte mit seinem besonderen Verständnis von Garten- und Landschaftsarchitektur einen wichtigen Impuls aus Skandinavien nach Deutschland. Nach seiner Emeritierung zog sich Gunnar Martinsson nach Malmö und in sein Landhaus auf der im Öresund gelegenen Insel Ven zurück. Der Schweizer Landschaftsarchitekt Dieter Kienast trat die Nachfolge von Martinsson an der Universität Karlsruhe an.
Internationales Ansehen erlangte Gunnar Martinsson mit seinem Beitrag, den schwedischen Pavillon und Garten, auf der Internationalen Gartenbauausstellung IGA 1963 in Hamburg. Damit sicherte er sich einen Platz in der Geschichte der Gartenarchitektur neben international bekannten Landschaftsarchitekten wie Roberto Burle Marx aus Brasilien, Pietro Porcinai aus Italien, Ernst Cramer aus der Schweiz oder Meto Vroom aus den Niederlanden, die alle an der IGA 63 beteiligt waren.

## Werk

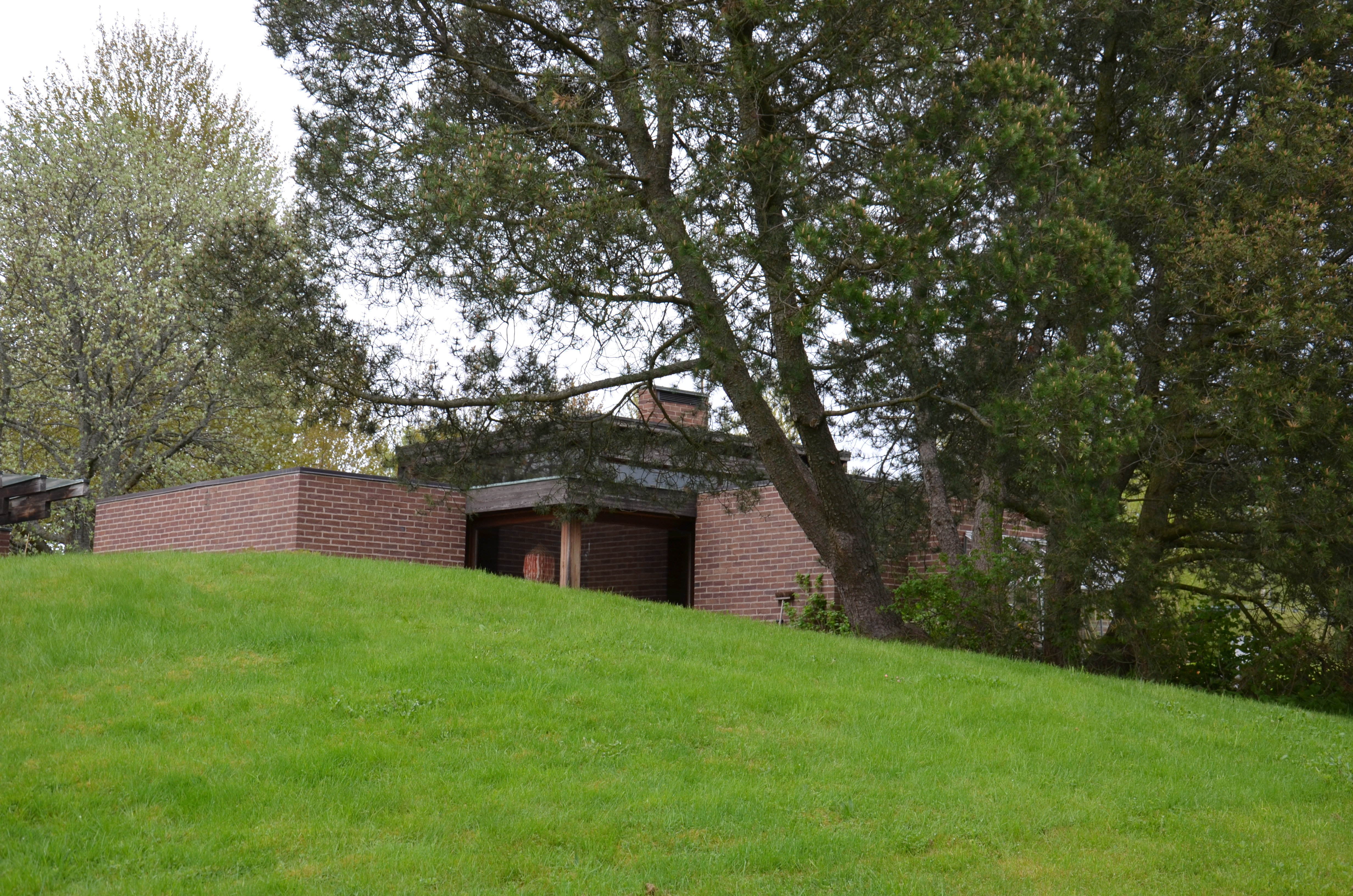
Villa, Norrköping

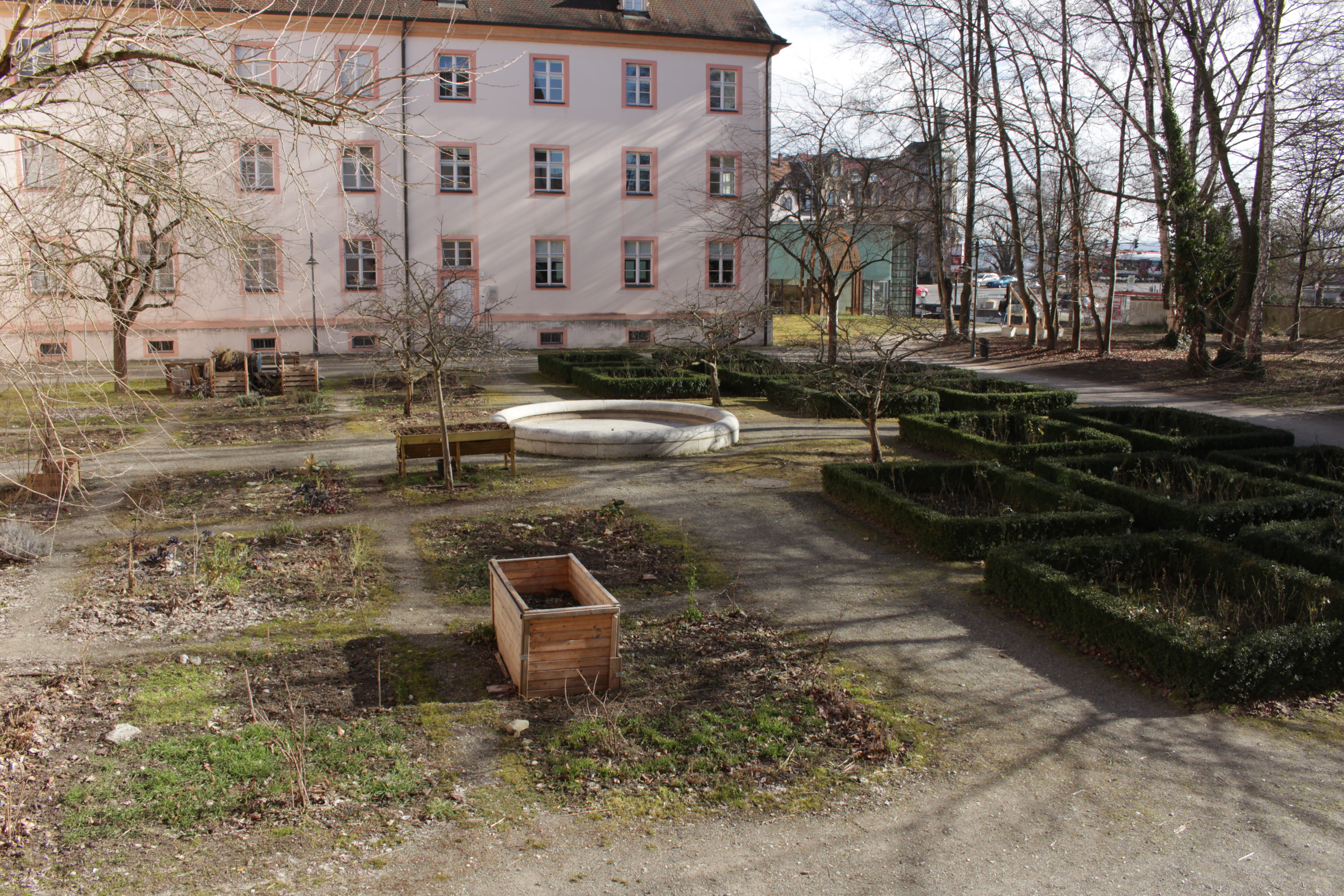
Petershausen Innenhof

- 1963: Schwedischer Pavillon und Garten der Internationalen Gartenbauausstellung, Hamburg
- 1979–1988: Neugestaltung Schlossgarten Rastatt[2][3]
- 1990: Innenhof des ehemaligen Klosters Petershausen, Konstanz (heute: Archäologisches Landesmuseum Baden-Württemberg)

## Ehrungen
- 1981: Deutscher Landschaftsarchitekturpreis für Fußgängerzone Innenstadt, Ludwigshafen
- 1983: Friedrich-Ludwig-von-Sckell-Ehrenring der Bayerischen Akademie der Schönen Künste